# Roberto Tapia
Carlos Roberto Aguirre Tapia (San Diego, California, 23 de marzo de 1981) es un cantante estadounidense, nacionalizado en México, siendo un Chicano también llamado mexicano-estadounidense. Es un cantante de música regional mexicana, especializado en los estilos de banda sinaloense, norteño sinaloense, sierreño sinaloense, y mariachi. Actualmente trabaja en La Voz Kids en México y Estados Unidos junto a Ricky Martin, Paulina Rubio, Prince Royce y Natalia Jiménez.

## Vida privada
Roberto vive en Culiacán, Sinaloa en México desde el año 1982, el año en que él se mudó  con sus padres. es hijo del médico David Aguirre y la directora de la comunidad de Culiacán Helena Tapia. Está separado de la cantante Natalia Jiménez desde el año 2009 y su situación sentimental es soltero. A los 19 años trabajaba en una frutería en la ciudad de Culiacán, ayudando a hacer domicilios en moto a su padre. Ganó el tercer puesto en el concurso Sinaloa Records en el año 1993 conducido por Vicente Fernández y Thalía en el canal de Azteca 7 y Azteca Trece; así comenzó su carrera artística.

## Carrera
Desde el año de su debut musical en el 2001 el solo cantaba música norteña junto a Espinoza Paz y Gerardo Ortiz. Su grupo se llamaba Los Trillisos quienes se separaron en él la separación de su grupo así que renunció a su compañía discográfica Sony Music el cual su contrato llegaba a 2008 donde Universal Music México lo contractó y en ese mismo año empezó con esta compañía discográfica. Hizo una prueba y no paso la prueba para Norteña así que lo calificaron como un buen cantante de bachata y en el año 2009 cantó su primera canción de bachata (Caminos diferentes). En 2013, Universal Music México lo puso a cantar junto a Prince Royce.